# SALL2
SALL2‏ (Spalt like transcription factor 2) هوَ بروتين يُشَفر بواسطة جين SALL2 في الإنسان.